# Robert Clouse
Robert Clouse (Denison, 6 marzo 1928 – Ashland, 4 febbraio 1997) è stato un regista e sceneggiatore statunitense.

## Biografia
Nato nello stato del Wisconsin, nonostante alcune voci affermino il contrario, non era sordo.
Come regista preferiva i film di arti marziali e diresse Bruce Lee. Ebbe due candidature ai Premi Oscar per il miglior cortometraggio, una nel 1963, per The Cadillac, e una seconda nel 1965, per The Legend of Jimmy Blue Eyes.

## Filmografia

### Cinema

#### Regista
- The Cadillac - cortometraggio (1962)
- The Legend of Jimmy Blue Eyes - cortometraggio (1964)
- Grande caldo per il racket della droga (Darker Than Amber) (1970)
- Dreams of Glass (1970)
- I 3 dell'Operazione Drago (Enter the Dragon) (1973)
- Johnny lo svelto (Black Belt Jones) (1974)
- I sette aghi d'oro (Golden Needles) (1974)
- Gli avventurieri del pianeta Terra (The Ultimate Warrior) (1975)
- Poliziotto privato: un mestiere difficile (The Amsterdam Kill) (1977)
- Il branco (The Pack) (1977)
- L'ultimo combattimento di Chen (Game of Death) (1978)
- The London Connection (1979)
- Chi tocca il giallo muore (Big Brawl) (1980)
- Forza: 5 (Force: Five) (1981)
- Occhi della notte (Deadly Eyes) (1982)
- Gymkata (1985)
- Colpo marziale (China O'Brien) (1990)
- China O'Brien II (1991)
- Ironheart (1992)

#### Sceneggiatore
- Dreams of Glass, regia di Robert Clouse (1970)
- Happy Mother's Day, Love George, regia di Darren McGavin (1973)
- Gli avventurieri del pianeta Terra(The Ultimate Warrior), regia di Robert Clouse (1975)
- Poliziotto privato: un mestiere difficile (The Amsterdam Kill), regia di Robert Clouse (1977)
- Il branco (The Pack), regia di Robert Clouse (1977)
- L'ultimo combattimento di Chen (Game of Death), regia di Robert Clouse (1978)
- Chi tocca il giallo muore (Big Brawl), regia di Robert Clouse (1980)
- Forza: 5 (Force: Five), regia di Robert Clouse (1981)
- Colpo marziale (China O'Brien), regia di Robert Clouse (1990)
- China O'Brien II, regia di Robert Clouse (1991)

### Televisione

#### Regista
- Ironside - serie TV, episodio 5x12 (1971)
- The Kids Who Knew Too Much - film TV (1980)
- Disneyland - serie TV, episodi 25x18-26x11 (1979-1980)
- Master (The Master) - serie TV, episodio 1x1 (1984)

#### Sceneggiatore
- Il signore delle tenebre (Something Evil), regia di Steven Spielberg - film TV (1972)

## Opere

### Romanzi
- L'ultimo guerriero (The Ultimate Warrior, 1975), con Bill S. Ballinger; traduzione di Giuseppe Lippi, Urania 807, Arnoldo Mondadori Editore, 1979